# Оганесян Татевік Норайрівна
Татевік Норайрівна Оганесян (вірм. Տաթևիկ Նորայրի Հովհաննիսյան; 3 червня 1955, Єреван, Вірменія) — джазова співачка, вокалістка. У 70-80-х роках XX століття добилася визнання як краща виконавиця джазових стандартів, виступивши на декількох великих джазових фестивалях. «Елла з Єревану» або «Леді Джаз Радянського Союзу» — так називали Татевік Оганесян, що з'явилася на джазовій сцені СРСР. Татевік — рідкісний приклад затребуваної джазової співачки СРСР на світовому джазовому ринку.

## Біографія
Народилася 3 червня 1955 року в Єревані в сім'ї музикантів, в дитинстві виконувала вірменські народні пісні, захопилася джазом, прослухавши колекцію платівок брата — академічного скрипаля.
У 1966 виступала із джаз-оркестром Вірменського радіо.
У 1974 році закінчила диригентсько-хорове відділення Музичного училища імені Мелікяна.
У 1974-1978 виконувала джаз у Державному естрадному оркестрі Вірменії Костянтина Орбеляна (у 1976 році виступила на джазовому фестивалі в Белграді).
Після 1977 року підготувала кілька джазових програм з ансамблями Ігоря Бриля, Тійта Паулуса, Гунарса Розенберга, з піаністом Мікаелом Закаряном.
У 1991 році емігрувала у США, а в кінці XX століття почала концертувати в Америці і Європі під ім'ям Datevik.